# Fabiane Hukuda
Fabiane Mayumi Hukuda Strubreiter (ur. 12 lipca 1981) – brazylijska, a od 2006 roku austriacka judoczka. Olimpijka z Aten 2004, gdzie odpadła w eliminacjach w wadze półlekkiej.
Siódma na mistrzostwach świata w 2001; uczestniczka zawodów w 1999, 2003, 2005 i 2007. Startowała w Pucharze Świata w latach 1996, 2000, 2002-2005 i 2007-2009. Brązowa medalistka igrzysk panamerykańskich w 1999 i 2003. Trzecia na igrzyskach Ameryki Południowej w 1998. Zdobyła trzy medale mistrzostw panamerykańskich w latach 1998 - 2005. Wygrała mistrzostwa Ameryki Południowej w 2000 i 2004. Mistrzyni Austrii w 2008 roku. 

## Letnie Igrzyska Olimpijskie 2004
| Konkurencja | Eliminacje                 | Klas. końcowa |
| Konkurencja | Przeciwnik I               | Miejsce       |
| ----------- | -------------------------- | ------------- |
| 52 kg       | Georgina Singleton (GBR) P | 1 runda       |